# Sito archeologico di Pianella di Monte Savino
Il  Sito archeologico di Pianella di Monte Savino è un'area archeologica scoperta sul Monte Bibele in provincia di Bologna, che ha dato alla luce un abitato popolato da genti etrusco-celtiche.

## Storia
Dai resti rinvenuti nell'area il suo popolamento è stato datato al V secolo a.C., anche se l'impianto dell'abitato è da riferire al IV secolo a.C. .
Inizialmente popolato da popolazioni etrusche, successivamente intorno al 350 a.C. fu popolato da popolazioni celtiche.
L'insediamento fu abbandonato nel II a.C., probabilmente a seguito dell'avanzata romana nella regione.
La rilevanza del sito risiede, oltre alla compresenza di tracce di popolazioni italiche in uno stesso sito, anche nelle tecniche costruttive, che dimostrano elevato conoscenze progettuali e costruttive.

## Manufatti

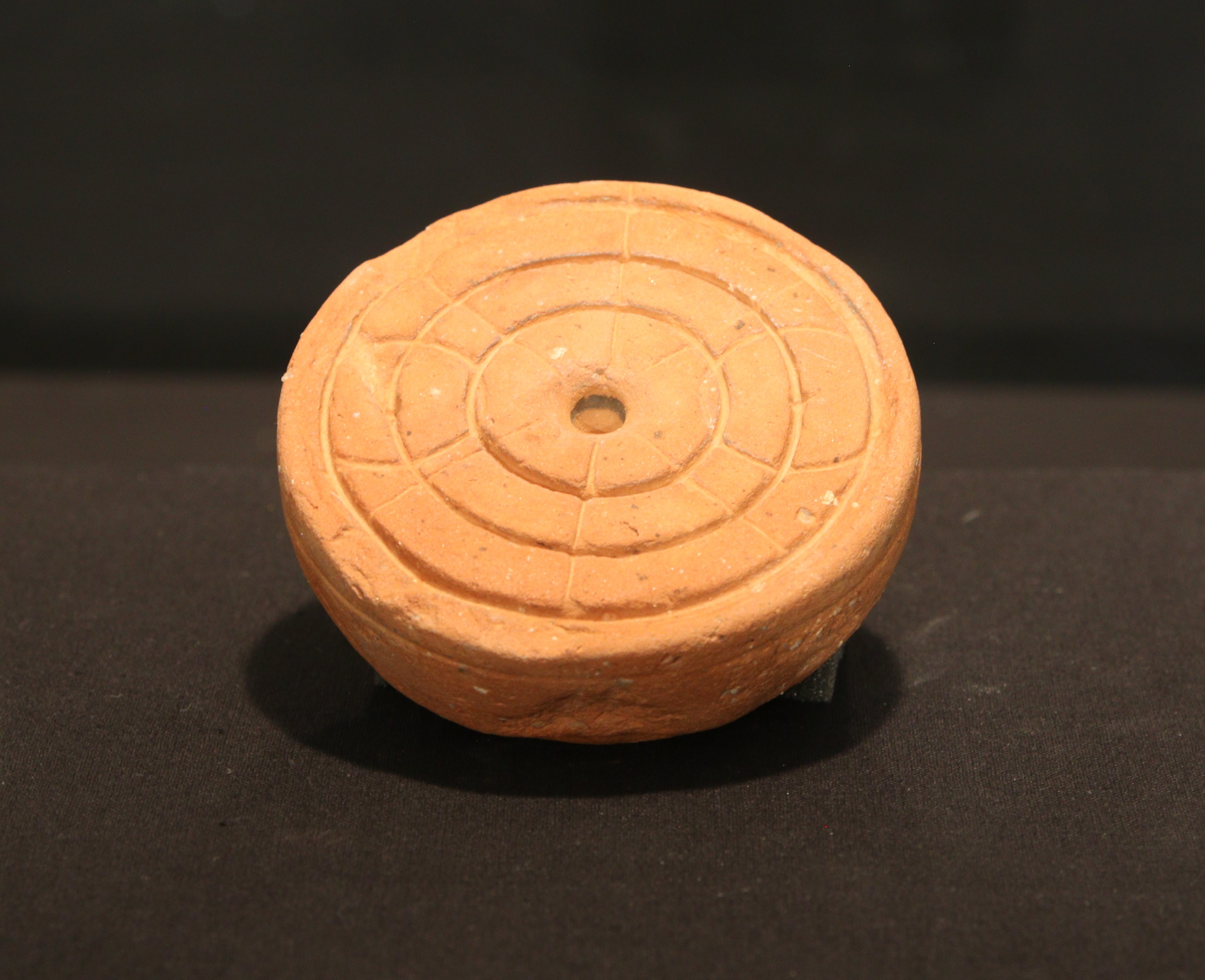
Il quadrante solare

Tra i manufatti rinvenuti nei pressi dell'auguraculum e degli scavi dell'abitato figura il quadrante solare conservato al Museo archeologico di Monterenzio.